# Американо (футбольный клуб, Порту-Алегри)
«Спортивный клуб Американо» (порт.-браз. Sport Club Americano) — бывший бразильский футбольный клуб из города Порту-Алегри, штат Риу-Гранди-ду-Сул.

## История
«Американо» был основан 4 июля 1912 года. Первоначально команду назвали «Спортивный клуб Испано-Американо» (порт.-браз. Sport Club Hispano-Americano). Основателями команды стали Жасинто Лозано, Жуан Рай, Бернардо Серрано,Эрвин Сигманн, Жуан Сигманн, Пауло Маншон, Маноэл Моншон, Андре Ибаньес, Рейналдо Преусс, Онорио Орикес и Наполеан Салатино. Но уже 25 августа того же года клуба назывался «Спортивный клуб Американо», в этот день была обыграна команда «Ботафого» со счётом 5:1. Эта встреча считается первым задокументированным матчем «Американо». В 1914 году команда присоединилась к Футбольной лиге Порту-Алигренсе для участия в чемпионате города, про провела там лишь один сезон, после чего ещё с тремя командами основала Ассоциацию футбола Порту-Алегренсе. Этот турнир просуществовал два сезона. В дальнейшем оба чемпионата слились в единую Спортивную федерацию Рио-Грандезе, позже переименованную в Федерацию Порту-Алегренсе по футболу. В первом сезоне этой лиги «Американо» играл во втором дивизионе, а затем выступал только в матчах высшей лиги.
С 1921 года «Американо» стал выступать в Спортивной ассоциации Порту-Алегри. И три сезона спустя смог добился победы в турнире чемпионата города. Это достижение помогло привести спонсоров, которые частично оплатили покупку земли, где клуб построил первое собственное поле. 25 апреля 1926 года состоялось открытие стадиона, в матче, в котором «Американо» проиграл «Интернасьоналу» со счётом 0:3, при этом 14 марта уже состоялся матч, где, правда, «Американо» не играл. В 1928 году клуб выиграл свой второй титул чемпиона города. А затем, в том же сезоне, отпраздновал своё самое серьёзное достижение — победу в чемпионате штата Риу-Гранди-ду-Сул. В 1929 году была основана Городская ассоциация спортивных соревнований Гаушо, проводившая чемпионаты города. Первым чемпионом новой ассоциации стал «Американо».
В 1934 году клуб был переименован в «Американо-Университа́рио» (порт.-браз. Americano-Universitário), подписав договор с Федерацией студентов университета Порту-Алегри. Сутью договора являлось обязательство, что в клубе должны играть только студенты университета, а при их недоступности — студенты других учебных заведений, выбранных федерацией. Три года спустя в Городской ассоциации спортивных соревнований Гаушо произошёл раскол: несколько клубов, желавших получить профессиональный статус, вышли из ассоциации, основав новую, другие же остались. «Американо» предпочёл сохранить свой статус любительской команды. Он даже провёл в турнире один сезон, где занял второе место. На следующий год, однако, команда ушла из любителей и присоединилась к профессиональной Городской ассоциации спортивных соревнований Гаушо. Но участвовать в турнире клуб не смог из-за ограничений турнира пятью участниками. В 1939 году «Американо» всё же приняла участие в первенстве, но клуб занял последнее место в вылетел во второй дивизион. В 1940 году у «Американо» произошёл серьёзный финансовый кризис: клуб остался без средств к существованию. Ушёл со своего поста президент клуба Араужо Рибейро, а сама «Американо» досрочно снялась с розыгрыша чемпионата штата. Была даже предпринята попытка объединиться с клубом «Фуссбалл», который испытывал схожие сложности. По разным причинам объединение не произошло. И в 1941 году «Американо» завершил своё существование.

## Достижения
- Чемпион города Порту-Алегри: 1924, 1928, 1929
- Чемпион штата Риу-Гранди-ду-Сул: 1928